# Сьєнфуегоська діоцезія
Сьєнфуе́госька діоце́зія (лат. Dioecesis Centumfocencis; ісп. Diócesis de Cienfuegos) — діоцезія римського обряду Католицької церкви на Кубі, з центром у місті Сьєнфуегос. Охоплює терени Сьєнфуегоської і частину Санкті-Спіритуської провінцій Куби. Входить до складу Камагуейської церковної провінції. Суфраганна діоцезія Камагуейської архідіоцезії. Заснована 20 лютого 1903 року. Голова — єпископ Сьєнфуегоський. Центральний храм — Сьєнфуегоський собор.  Площа — 5,360 км². Населення — 485,000 ос.; з них католики — 293,600 ос. (60.5%). Чинний голова — Домінго Оропеса-Лоренте, єпископ Сьєнфуегоський.

## Історія
Сьєнфуегоська діоцезія була створена 20 лютого 1903 року шляхом виокремлення зі складу Гаванської діоцезії. Вона стала суфраганною діоцезією Сантьяго-де-Кубинської архідіоцезії.
30 квітня 1971 року Сьєнфуегоську діоцезію перейменували на Сьєнфуегосько-Санта-Кларську діоцезію (лат. Dioecesis Centumfocencis-Sanctae Clarae). Вона залишалася в підпорядкуванні Сантьяго-де-Кубинської архідіоцезії.
1 квітня 1995 року Сьєнфуегосько-Санта-Кларська діоцезія була поділена на дві: Сьєнфуегоську і Санта-Кларську діоцезію.

## Єпископи
- Домінго Оропеса-Лоренте

## Статистика
Згідно з «Annuario Pontificio» і Catholic-Hierarchy.org:
| Рік  | Населення | Населення | Населення | Священики | Священики | Священики | Священики           | Диякони | Ченці    | Ченці | Парафії |
| Рік  | католики  | загалом   | %         | загалом   | секулярні | ченці     | вірних на священика | Диякони | чоловіки | жінки | Парафії |
| ---- | --------- | --------- | --------- | --------- | --------- | --------- | ------------------- | ------- | -------- | ----- | ------- |
| 1950 | 938.000   | 938.581   | 99,9      | 138       | 22        | 116       | 6.797               |         |          |       | 36      |
| 1966 | 1.086.480 | 1.278.212 | 85,0      | 31        | 12        | 19        | 35.047              |         | 23       |       | 51      |
| 1968 | ?         | 1.339.663 | ?         | 25        | 7         | 18        | ?                   |         | 22       | 12    | 17      |
| 1976 | 635.895   | 1.363.772 | 46,6      | 21        | 11        | 10        | 30.280              | 1       | 14       | 3     | 51      |
| 1980 | 626.000   | 1.367.772 | 45,8      | 27        | 18        | 9         | 23.185              |         | 13       | 5     | 51      |
| 1990 | 716.000   | 1.563.000 | 45,8      | 29        | 15        | 14        | 24.689              |         | 14       | 15    | 51      |
| 1999 | 294.000   | 490.000   | 60,0      | 18        | 8         | 10        | 16.333              | 2       | 11       | 23    | 22      |
| 2000 | 294.000   | 490.000   | 60,0      | 17        | 9         | 8         | 17.294              | 2       | 8        | 19    | 22      |
| 2001 | 294.000   | 490.000   | 60,0      | 16        | 8         | 8         | 18.375              | 2       | 8        | 23    | 22      |
| 2002 | 294.000   | 490.000   | 60,0      | 16        | 8         | 8         | 18.375              | 1       | 10       | 23    | 22      |
| 2003 | 294.000   | 490.000   | 60,0      | 18        | 10        | 8         | 16.333              | 1       | 11       | 22    | 22      |
| 2004 | 290.000   | 480.000   | 60,4      | 10        | 4         | 6         | 29.000              | 1       | 10       | 23    | 22      |
| 2006 | 293.600   | 485.000   | 60,5      | 23        | 16        | 7         | 12.765              | 1       | 12       | 25    | 22      |